# Кундєнок Олександр Миколайович
Олександр Миколайович Кундєнок (нар. 11 листопада 1973, Комарово, Казахська РСР) — український футболіст, півзахисник. Більшу частину ігрової кар'єри провів у кримських клубах — «Таврії», «Титані», «Севастополі» та «Кримтеплиці».

## Біографія
У дитинстві Кунденко тренував батько. Він працював учителем фізкультури, тому у хлопчика були нормальні умови для занять. Потім батько віддав його в «Таврію-74», першим тренером Кундєнка став Кудряшов, потім він грав у Портнова. У 1990 році він потрапив в Училище олімпійського резерву до Шведюка, потім опинився в «Таврії». Молодих гравців поступово підпускали до основного складу, і так Кундєнок почав грати.
Свою першу гру за «Таврію» Кунденок провів ще в чемпіонаті СРСР. Команда грала на виїзді в Нижньому Новгороді проти «Локомотива», і в першому ж своєму поєдинку він забив свій дебютний м'яч, однак суперник здобув перемогу з рахунком 4:1.
У першому чемпіонаті України Кундєнок брав участь тільки в двох офіційних матчах (у Вінниці проти «Ниви» і в Кременчуці проти «Кременя»). На фінальному матчі проти київського «Динамо» навіть не був присутній, проте «Таврія» перемогла, ставши першим чемпіоном України.
Однак, в наступному чемпіонаті «Таврія» посіла десяте місце. Кундєнок не грав у другому чемпіонаті, так як був відданий в оренду в «Титан» з Армянська. Потім був фінал кубку України, в якому «Таврія» поступилася одеському «Чорноморцю» лише в серії пенальті. У 1994 році в першу команду «Таврії» прийшов брат Олександра Кунденко, Геннадій. У сезоні 1994/95 команда непогано виступала в чемпіонаті, посіла в підсумку п'яте місце, а в чвертьфіналі кубка України двічі обіграла київське «Динамо». У тому ж сезоні 7 жовтня Кунденок в домашньому матчі проти «Вереса» оформив хет-трик, а його команда розгромила суперника з рахунком 7:0.
24 вересня 1998 року Кундєнок провів, за його словами, найбільш пам'ятний матч у кар'єрі. Це була домашня нічия з київським «Динамо», за яке тоді виступав Андрій Шевченко. Після першого тайму кримчани програвали з рахунком 0:3, але завдяки хет-трику Олексія Осипова зуміли вирвати нічию.
У 2000 році Кунденок перейшов до харківського «Металіста», потім деякий час пограв у «Севастополі», поїхав в Узбекистан в наманганський «Навбахор», а закінчив свою футбольну кар'єру в «Кримтеплиці».
Після відходу зі спорту Кундєнок спочатку хотів працювати в Училище олімпійського резерву, але, порадившись з тренерами «Таврії» Віктором Орловим і В'ячеславом Портновим, вирішив працювати у футбольній школі «Таврії». З 2014 року працюава дитячим тренером в фейковому клубі ТСК. У березні 2016 року призначений тренером клубу «Беркут» (Армянськ), який виступав в так званому «чемпіонаті Криму», але був виключений з розіграшу 12 травня 2016 року після неявки команди на два матчі через фінансові проблеми.

## Досягнення
- Кубок України
  -  Фіналіст (1): 1994

- Друга ліга чемпіонату України
  -  Срібний призер (1): 2005
  -  Бронзовий призер (1): 2004